# الاحتلال الفرنسي لمالطا
الاحتلال الفرنسي لمالطا استمر من عام 1798 حتى عام 1800. وقد بدأ هذا الاحتلال عندما استسلمت جماعة القديس يوحنا لنابليون بونابرت عقب الإنزال الفرنسي في يونيو عام 1798. أسس الفرنسيون تقليدًا دستوريًا في تاريخ مالطا (كجزء من الجمهورية الفرنسية)، منح التعليم المجاني للجميع، وحرية الصحافة الراسخة نظريًا، على الرغم من أن الصحيفة الموالية للفرنسيين جورنال دي مالتي هي التي كانت تنشر أثناء الاحتلال.
ألغى الفرنسيون طبقة النبلاء والعبودية والنظام الإقطاعي ومحاكم التفتيش. وكان التذكير المعماري الوحيد المتبقي بالاحتلال الفرنسي هو على الأرجح تشويه معظم شعارات النبالة على واجهات مباني الفرسان. سرعان ما تمرد المالطيون ضد الفرنسيين وقادوا الحامية الفرنسية إلى فاليتا وتحصينات غراند هاربور حيث حوصروا لأكثر من عامين. سلم الفرنسيون مالطا حين كانت إمداداتهم الغذائية على وشك النفاد.

## الغزو الفرنسي لمالطا
في 19 مايو عام 1798، أبحر أسطول فرنسي من تولون، يرافق حملة قوامها أكثر من 30.000 رجل بقيادة الجنرال نابليون بونابرت. كانت القوة متجهة إلى مصر، وكان بونابرت يسعى إلى توسيع النفوذ الفرنسي في آسيا وإجبار بريطانيا على السلام في حروب الثورة الفرنسية التي بدأت في عام 1792. جمعت القافلة وسائل نقل إضافية من الموانئ الإيطالية مبحرة إلى الجنوب الشرقي، وفي الساعة 05:30 9 يونيو وصل قبالة فاليتا. في ذلك الوقت، كانت مالطا والجزر المجاورة لها يحكمها نظام القديس يوحنا، وهو نظام إقطاعي قديم ومؤثر تعهد فريدرش بربروسا من الإمبراطورية الرومانية المقدسة بحمايته. ضعف النظام بسبب فقدان معظم إيراداته خلال الثورة الفرنسية. ومع ذلك، رفض السيد الأكبر فرديناند فون هومبيش زو بولهايم طلب بونابرت بالسماح لقافلته الكاملة بدخول غراند هاربور والحصول على الإمدادات، وأصر على أن حياد مالطا يعني أن سفينتين فقط يمكن أن تدخلا في وقت واحد.
عند تلقي بونابرت هذا الرد، أمر على الفور أسطوله بقصف فاليتا، وفي 11 يونيو، وجه الجنرال لويس باراغوي دي هيليرس عملية برمائية نزل فيها عدة آلاف من الجنود في سبعة مواقع إستراتيجية حول الجزيرة. تخلى العديد من الفرسان الفرنسيين عن النظام (على الرغم من أن البعض حاربوا من أجله ببسالة)، وفشل الفرسان الباقون في شن مقاومة ذات مغزى. قاوم ما يقرب من 2000 من الميليشيات المالطية الأصلية لمدة 24 ساعة، وتراجعوا إلى فاليتا بمجرد سقوط مدينة (مدينة) في يد الجنرال كلود هنري بيلغراند دي فوبوا. على الرغم من أن فاليتا كانت قوية بما يكفي لتحمل حصار طويل، تفاوض بونابرت على الاستسلام مع هومبيش، الذي وافق على تسليم مالطا وجميع مواردها إلى الفرنسيين مقابل العقارات والمعاشات التقاعدية في فرنسا لنفسه ولفرسانه. ثم أنشأ بونابرت حامية فرنسية على الجزر، تاركًا 4000 رجل تحت قيادة فوبوا بينما أبحر هو وبقية الحملة شرقًا إلى الإسكندرية في 19 يونيو.

## الإصلاحات
خلال فترة إقامة نابليون القصيرة في مالطا، أقام في بالازو باريسيو في فاليتا (تستخدم حاليًا كوزارة للشؤون الخارجية). ونفذ عددًا من الإصلاحات التي استندت إلى مبادئ الثورة الفرنسية. يمكن تقسيم هذه الإصلاحات إلى أربع فئات رئيسية:

### اجتماعية
منح شعب مالطا المساواة أمام القانون واعتبروا مواطنين فرنسيين. ألغيت طبقة النبلاء المالطية وجرى تحرير العبيد. قرر نابليون تشكيل حكومة يديرها 5 مالطيون. ومنحت حرية التعبير والصحافة، على الرغم من أن الصحيفة الوحيدة كانت جورنال دي مالتي، التي نشرتها الحكومة. وأطلق سراح السجناء السياسيين بمن فيهم ميكيل أنطون فزلي وأولئك الذين شاركوا في انتفاضة الكهنة، وسُمح للسكان اليهود ببناء كنيس يهودي.